# Festieux
Festieux [fetiœ] est une commune française située dans le département de l'Aisne en région Hauts-de-France.

## Géographie

### Localisation
1. Carte dynamique
2. Carte OpenStreetMap
3. Carte topographique
4. Carte avec les communes environnantes
5. Entrée du village

### Hydrographie
La commune est située dans le bassin Seine-Normandie. Elle est drainée par le ruisseau des Barentons, le cours d'eau 02 de la commune de Festieux, le fossé 02 de la commune de Festieux et le ruisseau de la Rolette,,.
Le ruisseau des Barentons, d'une longueur de 25 km, prend sa source dans la commune  et se jette  dans la Souche à Barenton-sur-Serre, après avoir traversé dix communes.

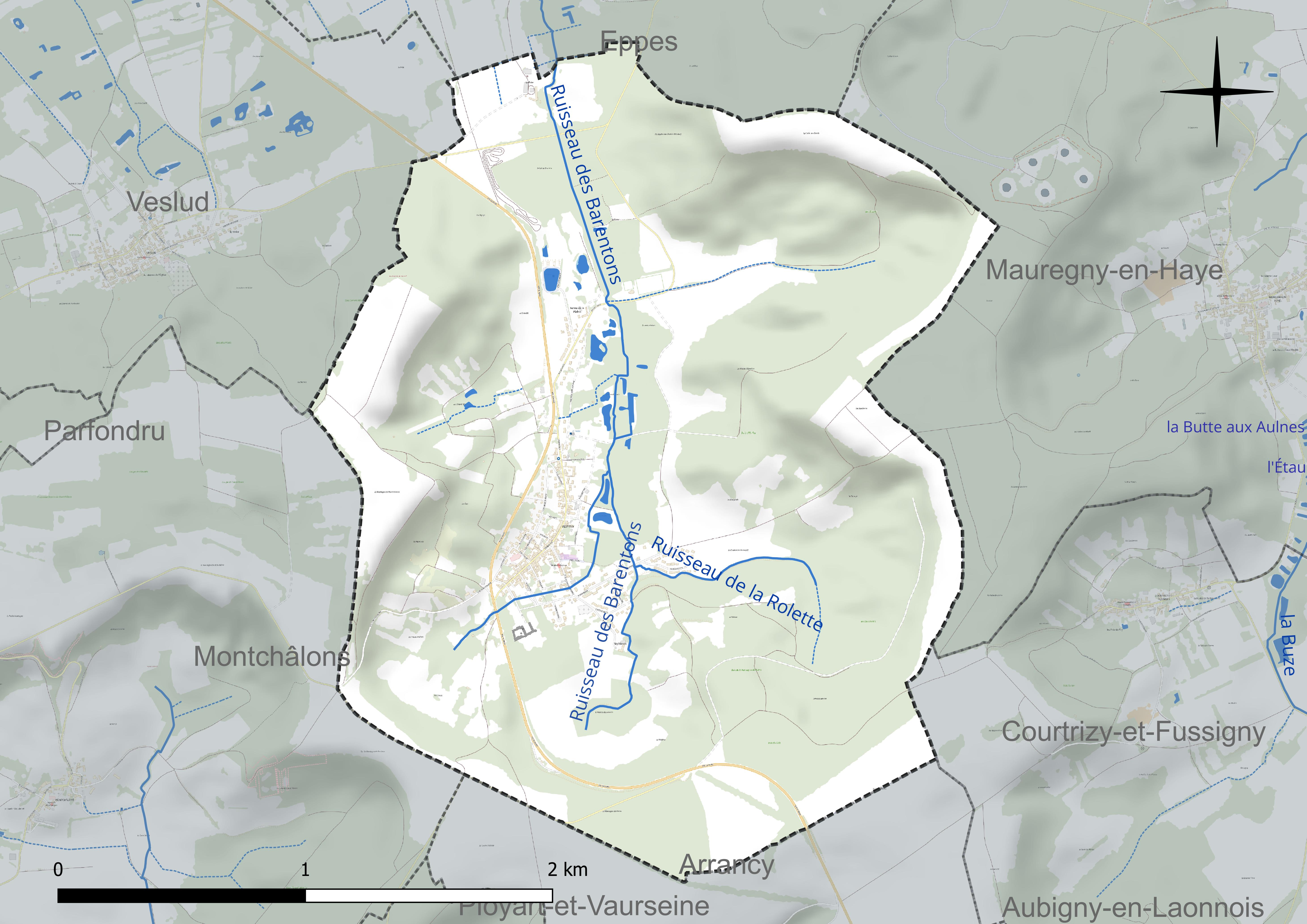
Réseau hydrographique de Festieux.

### Climat
Pour des articles plus généraux, voir Climat des Hauts-de-France et Climat de l'Aisne.
En 2010, le climat de la commune est de type climat océanique dégradé des plaines du Centre et du Nord, selon une étude du CNRS s'appuyant sur une série de données couvrant la période 1971-2000. En 2020, Météo-France publie une typologie des climats de la France métropolitaine dans laquelle la commune est exposée à un climat océanique altéré et est dans la région climatique Nord-est du bassin Parisien, caractérisée par un ensoleillement médiocre, une pluviométrie moyenne régulièrement répartie au cours de l'année et un hiver froid (3 °C).
Pour la période 1971-2000, la température annuelle moyenne est de 10,3 °C, avec une amplitude thermique annuelle de 15,5 °C. Le cumul annuel moyen de précipitations est de 758 mm, avec 12,7 jours de précipitations en janvier et 8,9 jours en juillet. Pour la période 1991-2020, la température moyenne annuelle observée sur la station météorologique la plus proche, située sur la commune de Martigny-Courpierre à 6 km à vol d'oiseau, est de 10,7 °C et le cumul annuel moyen de précipitations est de 734,4 mm,. Pour l'avenir, les paramètres climatiques de la commune estimés pour 2050 selon différents scénarios d'émission de gaz à effet de serre sont consultables sur un site dédié publié par Météo-France en novembre 2022.

## Urbanisme

### Typologie
Au 1er janvier 2024, Festieux est catégorisée bourg rural, selon la nouvelle grille communale de densité à 7 niveaux définie par l'Insee en 2022.
Elle est située hors unité urbaine. Par ailleurs la commune fait partie de l'aire d'attraction de Laon, dont elle est une commune de la couronne,. Cette aire, qui regroupe 106 communes, est catégorisée dans les aires de 50 000 à moins de 200 000 habitants,.

### Occupation des sols
L'occupation des sols de la commune, telle qu'elle ressort de la base de données européenne d'occupation biophysique des sols Corine Land Cover (CLC), est marquée par l'importance des forêts et milieux semi-naturels (52,5 % en 2018), une proportion identique à celle de 1990 (52,5 %). La répartition détaillée en 2018 est la suivante : 
forêts (52,5 %), terres arables (32,3 %), zones urbanisées (7,9 %), zones agricoles hétérogènes (7,3 %).
L'évolution de l'occupation des sols de la commune et de ses infrastructures peut être observée sur les différentes représentations cartographiques du territoire : la carte de Cassini (XVIIIe siècle), la carte d'état-major (1820-1866) et les cartes ou photos aériennes de l'IGN pour la période actuelle (1950 à aujourd'hui).

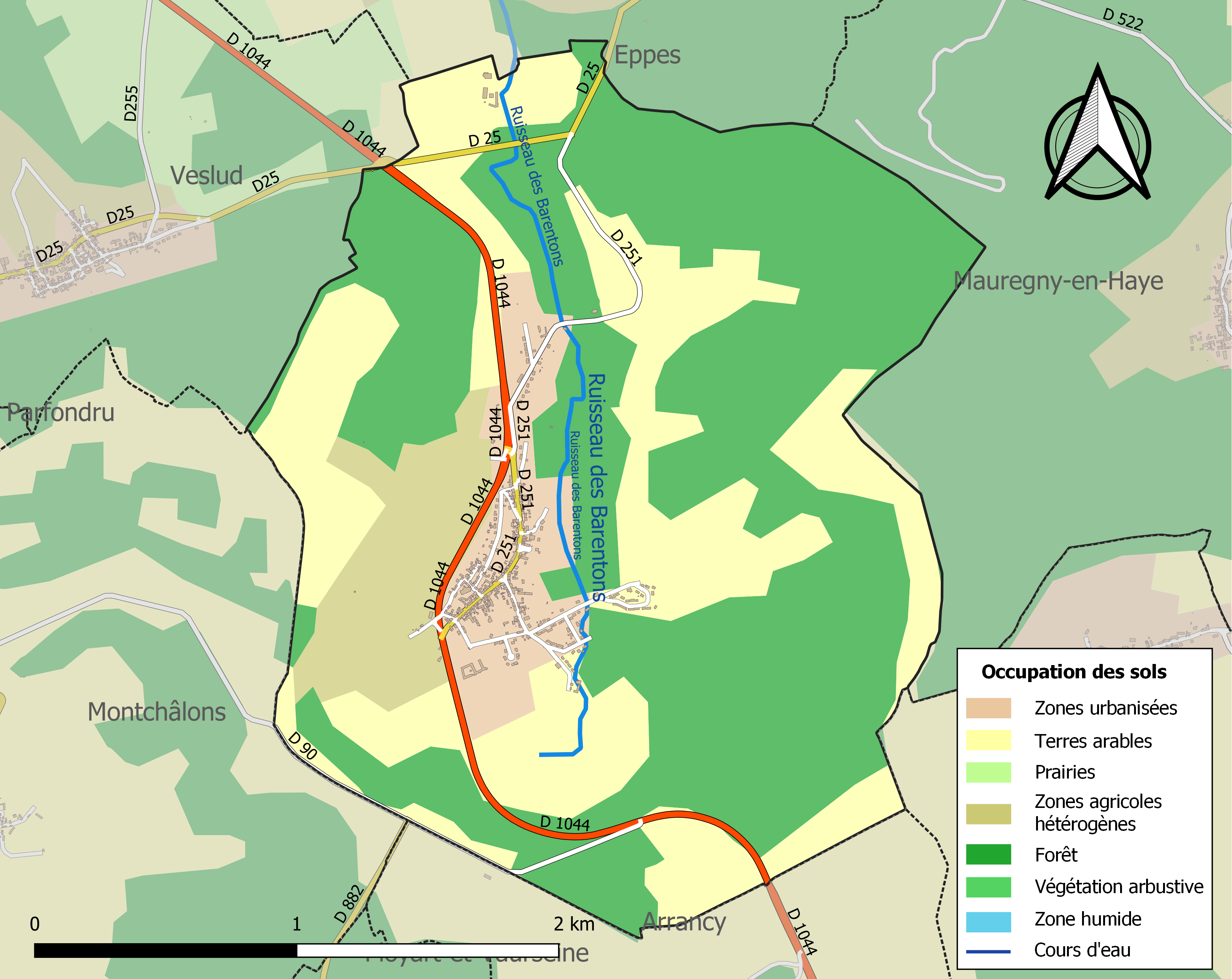
Carte de l'occupation des sols de la commune en 2018 (CLC).

## Toponymie
Le nom de la localité est attesté sous les formes Festols (1125) ; Festulium (1121) ; Festul, Festuls (1147) ; Festeolis (1161) ; Festious (1175) ; Festuez (1178) ; Festuacum (1182) ; Festouze (1203) ; Festulis, Festuel (1220) ; Festioli (1247) ; Festues (1264) ; Festiez (1268) ; Festiut, Festius (XIIIe siècle) ; Festiez (1337) ; Festieulx-en-Laonnoys (XVIe siècle) ; Fetieu.

## Histoire
Les 18 et 19 mai 1940, le colonel de Gaulle avait installé en la ville son QG de la 4e division cuirassée.

## Politique et administration

### Découpage territorial
La commune de Festieux est membre de la communauté d'agglomération du Pays de Laon, un établissement public de coopération intercommunale (EPCI) à fiscalité propre créé le 1er janvier 2014 dont le siège est à Aulnois-sous-Laon. Ce dernier est par ailleurs membre d'autres groupements intercommunaux.
Sur le plan administratif, elle est rattachée à l'arrondissement de Laon, au département de l'Aisne et à la région Hauts-de-France. Sur le plan électoral, elle dépend du  canton de Laon-2 pour l'élection des conseillers départementaux, depuis le redécoupage cantonal de 2014 entré en vigueur en 2015, et de la première circonscription de l'Aisne  pour les élections législatives, depuis le dernier découpage électoral de 2010.

### Administration municipale

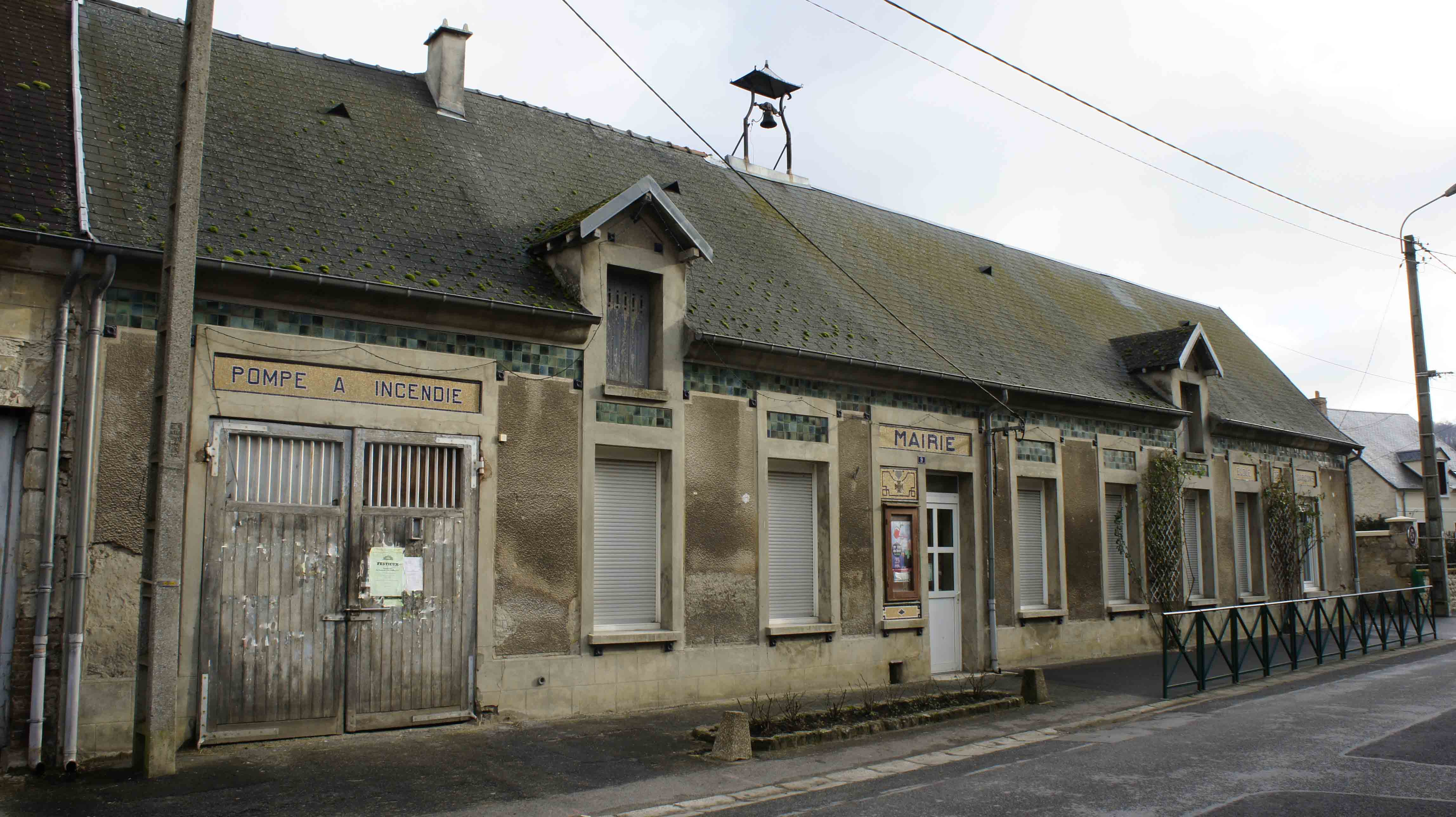
Ancienne mairie avec la Croix de guerre sur la façade, école et pompe à incendie.

| Période                                  | Période                   | Identité                       | Étiquette | Qualité                                   |
| ---------------------------------------- | ------------------------- | ------------------------------ | --------- | ----------------------------------------- |
| Les données manquantes sont à compléter. |                           |                                |           |                                           |
| 40                                       | années                    | Jean baron Michel de Trétaigne |           | Conseiller général de Neufchatel          |
| 1971                                     | 1977                      | Patrice Gonon                  | DVD       | Directeur financier                       |
| 1977                                     | avril 2014                | Marc Buvry                     |           |                                           |
| avril 2014                               | En cours (au 25 mai 2020) | Benoît Buvry                   | DVG       | Professeur Réélu pour le mandat 2020-2026 |

## Démographie
L'évolution du nombre d'habitants est connue à travers les recensements de la population effectués dans la commune depuis 1793. Pour les communes de moins de 10 000 habitants, une enquête de recensement portant sur toute la population est réalisée tous les cinq ans, les populations de référence des années intermédiaires étant quant à elles estimées par interpolation ou extrapolation. Pour la commune, le premier recensement exhaustif entrant dans le cadre du nouveau dispositif a été réalisé en 2006.

En 2022, la commune comptait 707 habitants, en évolution de +4,43 % par rapport à 2016 (Aisne : −1,97 %, France hors Mayotte : +2,11 %).
| 1793 | 1800 | 1806 | 1821 | 1831 | 1836 | 1841  | 1846  | 1851  |
| ---- | ---- | ---- | ---- | ---- | ---- | ----- | ----- | ----- |
| 710  | 770  | 747  | 825  | 849  | 902  | 1 009 | 1 025 | 1 000 |

| 1856 | 1861 | 1866 | 1872 | 1876 | 1881 | 1886 | 1891 | 1896 |
| ---- | ---- | ---- | ---- | ---- | ---- | ---- | ---- | ---- |
| 908  | 822  | 758  | 706  | 680  | 618  | 573  | 515  | 509  |

| 1901 | 1906 | 1911 | 1921 | 1926 | 1931 | 1936 | 1946 | 1954 |
| ---- | ---- | ---- | ---- | ---- | ---- | ---- | ---- | ---- |
| 479  | 486  | 450  | 368  | 383  | 333  | 332  | 347  | 330  |

| 1962 | 1968 | 1975 | 1982 | 1990 | 1999 | 2006 | 2011 | 2016 |
| ---- | ---- | ---- | ---- | ---- | ---- | ---- | ---- | ---- |
| 359  | 326  | 337  | 296  | 449  | 509  | 523  | 640  | 677  |

| 2021 | 2022 | - | - | - | - | - | - | - |
| ---- | ---- | - | - | - | - | - | - | - |
| 695  | 707  | - | - | - | - | - | - | - |

## Lieux et monuments
- L'église Saint-Pierre de Festieux. L'édifice, assez vaste, comprend des parties anciennes remontant au XIIIe siècle, il a été remanié aux XVe – XVIe siècles, puis au XIXe[27].
- Plusieurs monuments et mémoriaux de guerre.
- La maison qui a été le quartier général du colonel de Gaulle, 18-19 mai 1940.

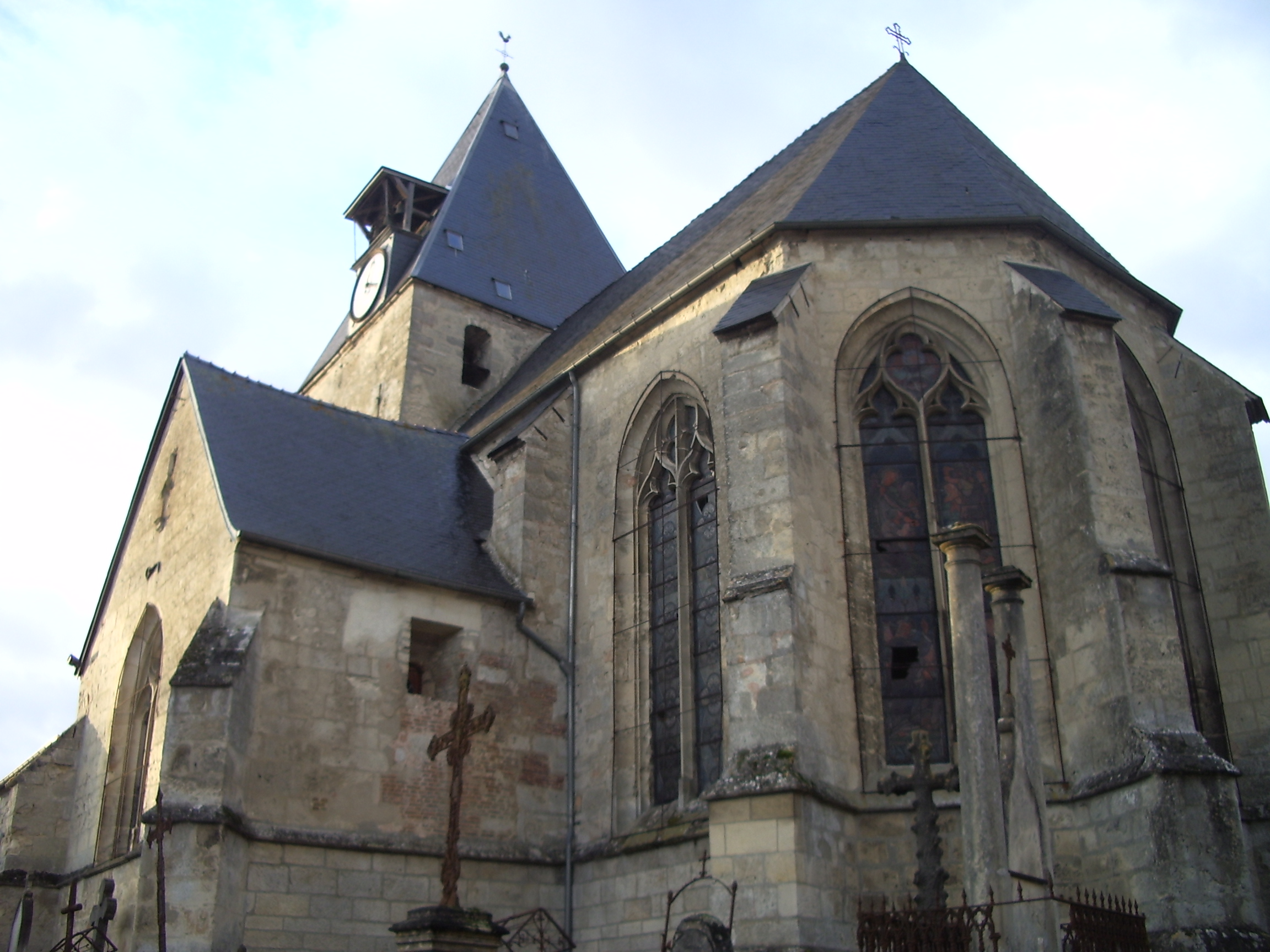
L'église Saint-Pierre.
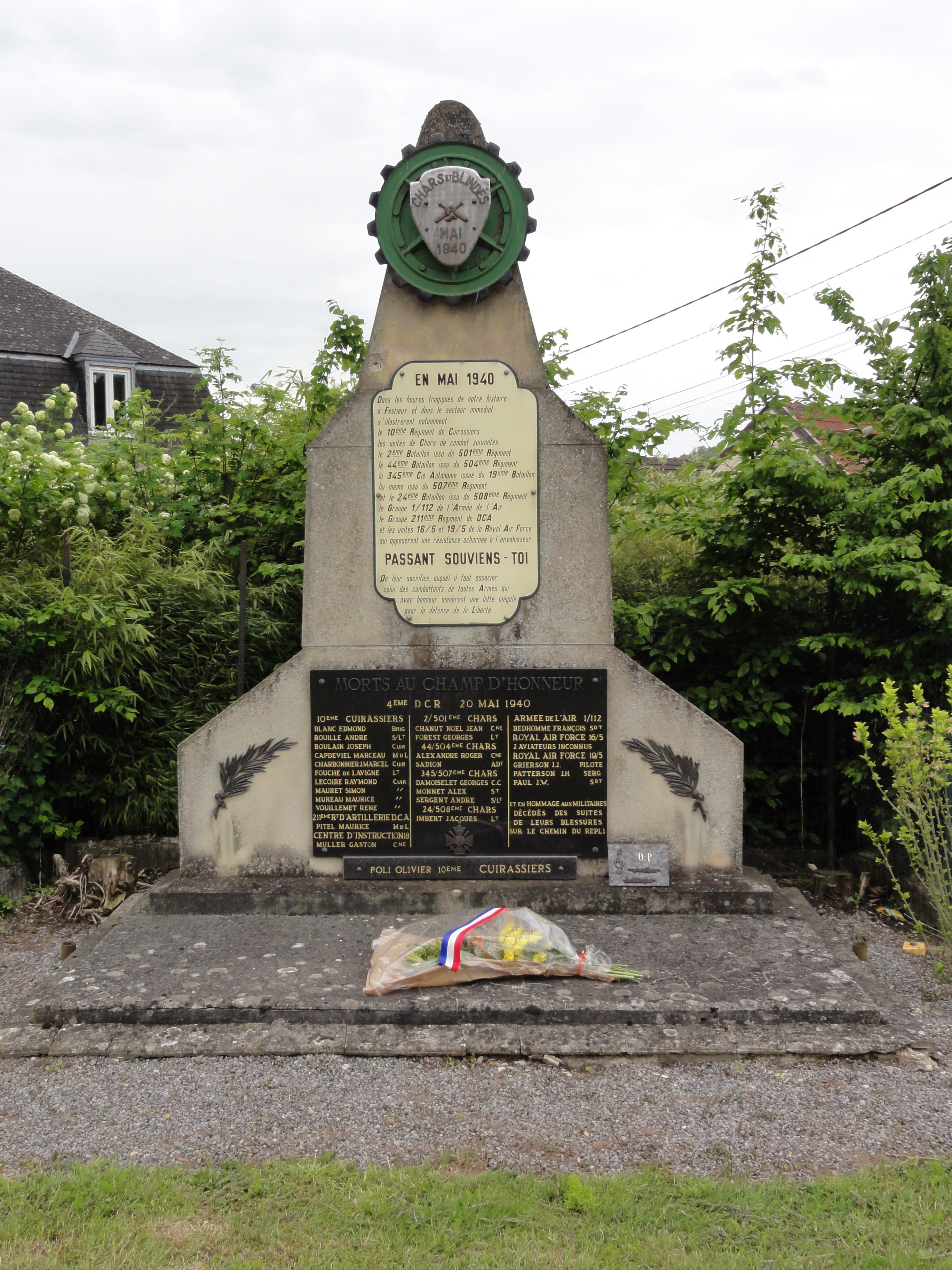
Mémorial de mai 1940, au sud du bourg.
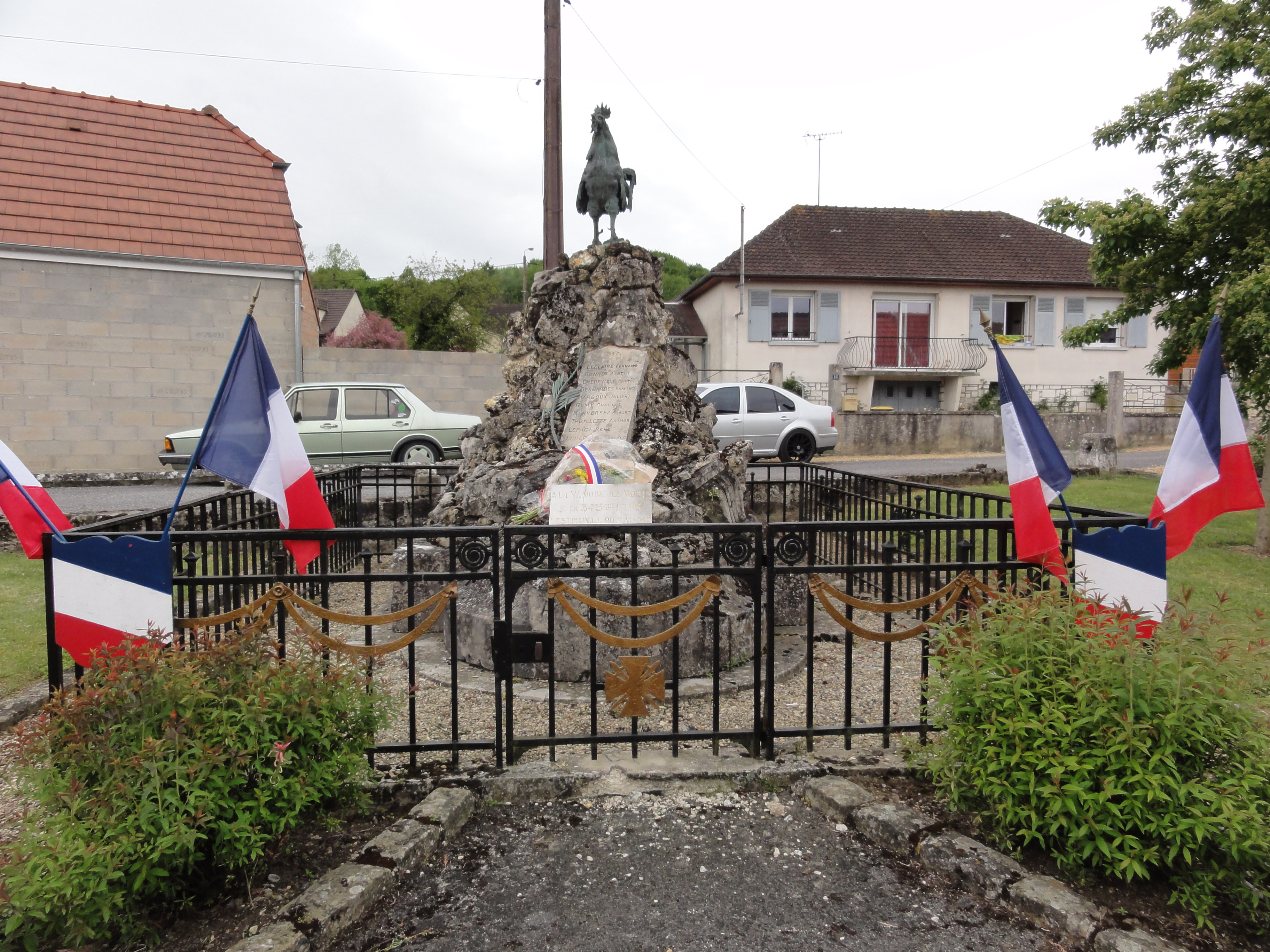
Memorial mai 1940, au nord du bourg.
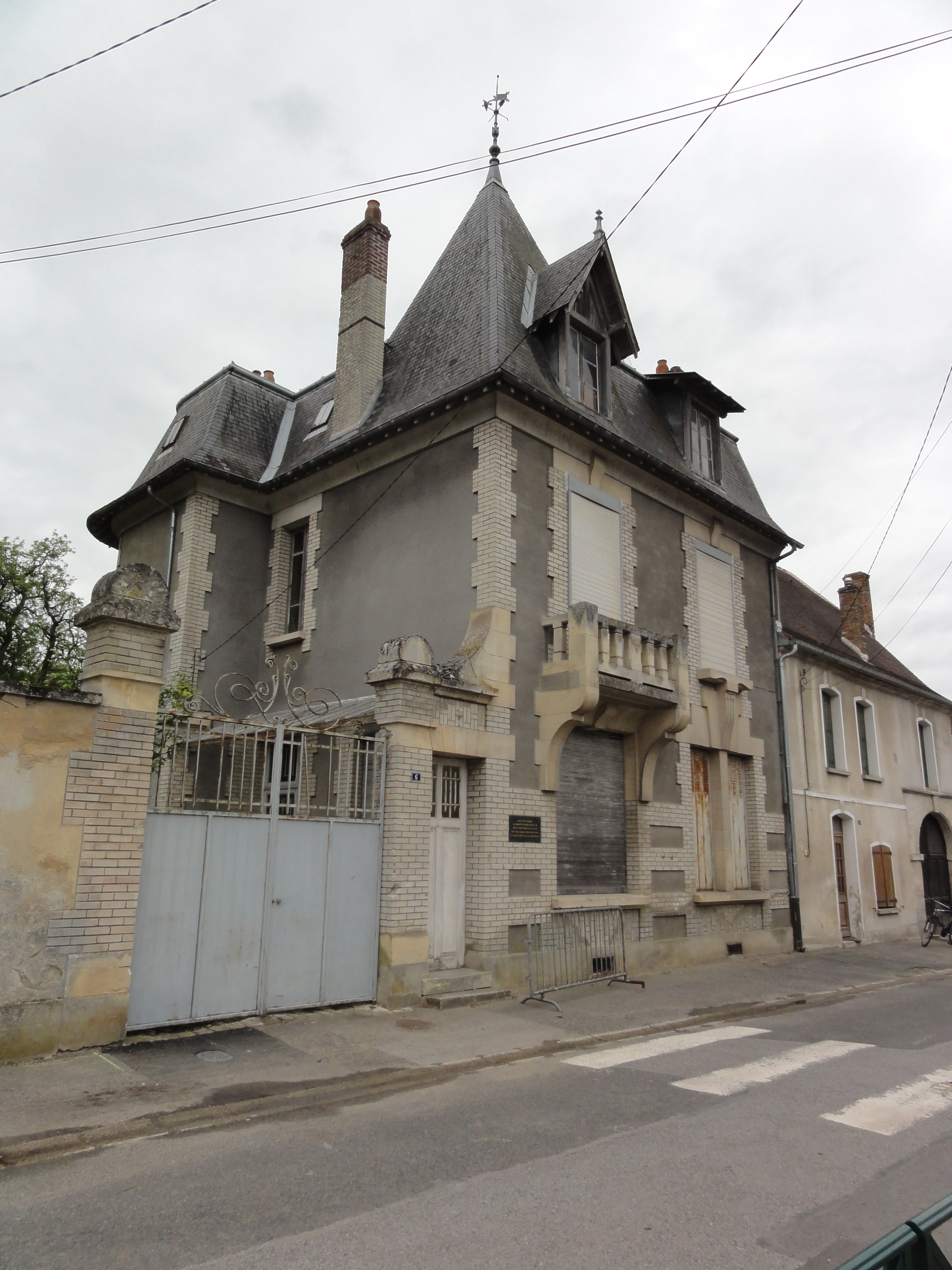
Le quartier général du colonel de Gaulle, 18-19 mai 1940.

- Le château de Festieux avec sa façade, ses toitures et son pigeonnier fait l'objet d'une inscription au titre des monuments historiques depuis le 20 mars 1978[28].

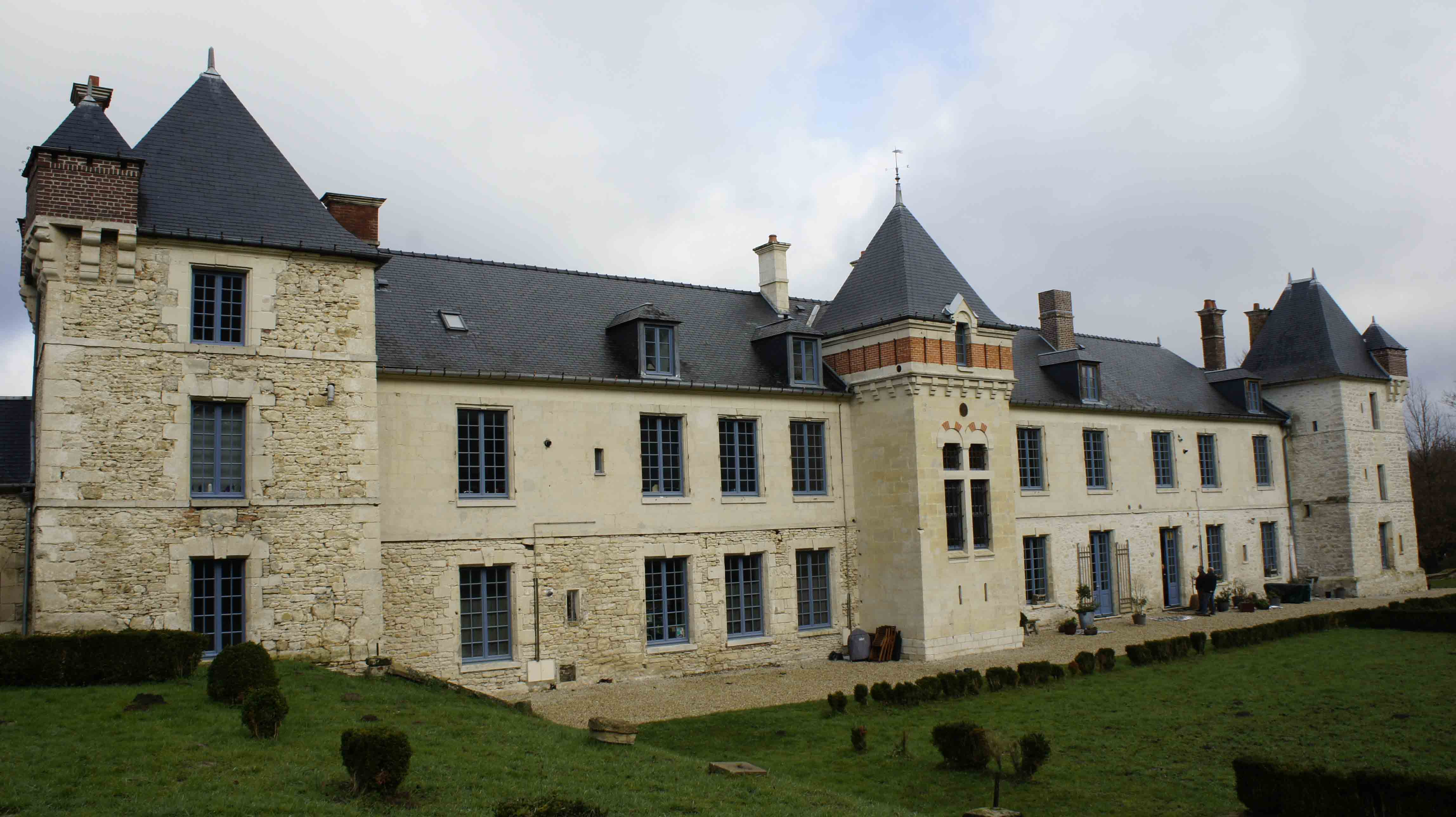
Façade du château donnant sur le jardin.

- Le jardin à la française du château avec puits, fontaine et perspective vers la forêt fait l'objet d'une inscription au titre des monuments historiques depuis 1973[29].

## Personnalités liées à la commune
- Gustave Doyen, peintre né en 1837 ;
- Jean baron Michel de Trétaigne, maire de Festieux et membre du conseil général, repose depuis 1923 au cimetière communal ;
- Mur de sépultures de la famille de Bezannes au cimetière ;
- Marc Buvry maire de la commune pendant 37 ans de 1977 à 2013 et fut président du Sirtom depuis 1995.

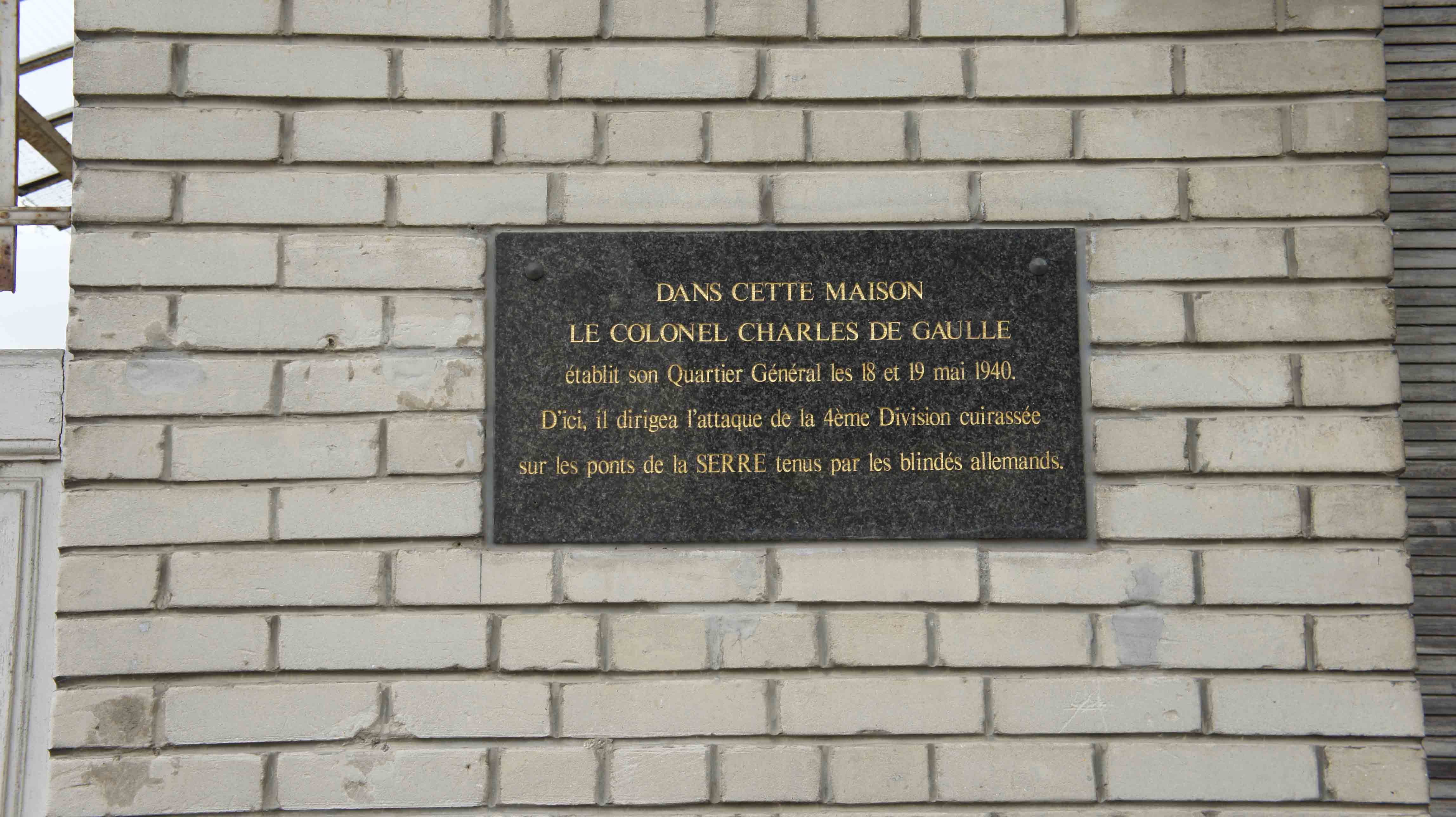
Plaque en l'honneur du colonel de Gaulle.

## Pour approfondir